# Asesinato de Miquel Grau
Miquel Grau Gómez (Rafal, Alicante, 1957 - Alicante, 16 de octubre de 1977) fue un joven español que murió asesinado por el impacto de un ladrillo lanzado por el militante del partido de extrema derecha Fuerza Nueva Miguel Ángel Díaz-Panadero Sandoval. Los hechos se produjeron mientras Miquel colgaba carteles reivindicativos del Día de la Comunidad Valenciana de aquel año.

## Asesinato
En 1977 se celebraba el 9 de octubre, Día de la Comunidad Valenciana de forma legal. En los días previos, varios partidos convocantes se repartían la ciudad por zonas para pegar carteles.
La noche del 6 de octubre de 1977, cuatro miembros del grupo organizado por el Moviment Comunista del País Valencià se encontraban en la plaza de los Luceros de Alicante pegando carteles de la convocatoria de la víspera del 9 de octubre. Eran Llum Quiñonero (24 años), Miquel Grau (22), Juan Ángel Torregrosa (19) y Javier Álvarez (14). Un militante de Fuerza Nueva, Miguel Ángel Díaz-Panadero Sandoval, lanzó un ladrillo desde su balcón que impactó en la cabeza de Miquel Grau, dejándole en coma. Con la colaboración de un automovilista fue trasladado al Hospital 20 de Noviembre donde fue atendido. Diez días más tarde, el 16 de octubre, Miquel Grau falleció.

## Entierro y funeral
El entierro de Miquel Grau se realizó en Alicante, una comitiva llevaba el féretro al cementerio de Nuestra Señora del Remedio acompañados de 18 000 de personas. Por orden del Gobernador civil, las unidades antidisturbios de la Policía Armada cortaron el paso y forcejearon con la comitiva para arrebatarles el féretro, que transportaron en coche al cementerio para acortar el acto. La policía cargó contra los que pretendían acudir al cementerio y los dispersaron.
En Valencia se celebró el funeral en la iglesia de San Martín, promovido por dieciocho partidos y centrales sindicales. Según El País, acudieron entre 7000 y 10 000 personas que ocupaban la iglesia y varias calles aledañas. Un militante del MCPV leyó un texto en memoria de Grau:

Miquel fue muerto porque se oponía al fascismo, porque quería libertad para nuestro pueblo, porque quería la autonomía para el País Valenciano. No es un atentado aislado del fascismo. Militantes de partidos democráticos también han sido agredidos en Valencia y Alicante. En librerías y revistas han puesto bombas. Las amenazas a demócratas no han parado.
Fragmento de texto leído en el funeral de Miquel Grau.

## Juicio, condena e indulto
Miguel Ángel Panadero se entregó a la policía en octubre. El juicio contra Miguel Ángel Panadero se celebró el 2 de junio de 1978 en la Audiencia Provincial de Alicante. 

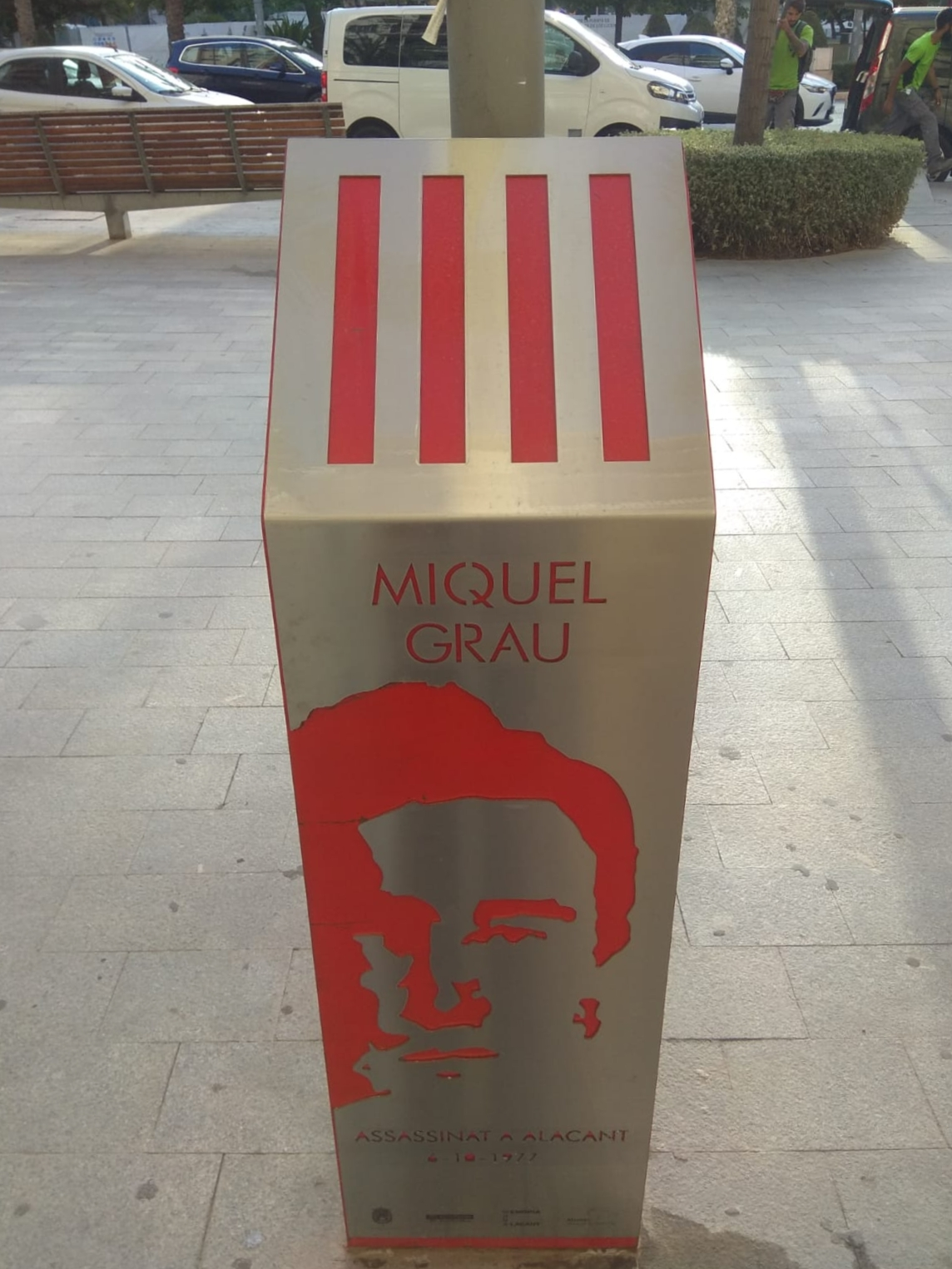
Monumento a Miquel Grau en Alicante

Además de la fiscalía, hubo dos acusaciones: una por parte de la familia y una acusación popular representada por Juan María Bandrés e integrada por el MCPV, Partido Socialista Popular, Unión Sindical Obrera, Liga Comunista Revolucionaria, Partido Comunista de los Trabajadores y otras organizaciones. Al juicio acudieron multitud de simpatizantes de extrema derecha y neofascistas, así como los familiares, amigos y militantes de izquierda. La principal disputa en el juicio fue acerca de si se trataba de un asesinato con motivación política o no. Panadero mantenía que no tenía relación con ningún grupo fascista y actuó por las molestias que le causaban los carteles, mientras que dos testigos le relacionaban con movimientos fascistas. El fiscal solicitó catorce años de cárcel y la acusación popular veinte. Finalmente Miguel Ángel Panadero fue condenado a doce años y un día de reclusión menor. La defensa presentó un recurso que fue desestimado por la Sala Segunda del Tribunal Supremo en enero de 1979.
En mayo de 1979, el ministro de Justicia del gobierno de Adolfo Suárez, Íñigo Cavero, concedió un indulto parcial a Miguel Ángel Panadero, conmutando la pena de doce años por una de seis en prisión mayor. Debido a este indulto, quedó en libertad en 1982.

## Memoria
En 2015, el Ayuntamiento de Alicante instaló una placa conmemorativa en la plaza de los Luceros, en el lugar exacto del asesinato. También se le concedió la Medalla de Oro de la Ciudad a título póstumo y se aprobó dedicarle una calle. Se trató de una iniciativa de Compromiso por Alicante respaldada por todos los grupos municipales.

## En la cultura popular
- El grupo de música Al Tall sacó en 1978 la canción A Miquel assasinaren en recuerdo de Miquel Grau.